# Trihlormetiazid
Trihlormetiazid (INN, trenutno se prodaje pod imenima Achletin, Diu-Hydrin and Triflumen) je diuretik sa osobinama sličnim sa hidrohlorotiazidom. On se obično koristi za tretman oedema (uključujući slučajeve vezane za gušenje srca, hepatičku cirozu i kortikosteroidnu terapiju) i hipertenziju. U veterinarskoj medicini, trihlormetiazid se može kombinovati sa deksametazonom da bi se koristio na konjima sa blagim otocima distalnih udova i generalno u tretmanu modricama.

## Farmakologija
Kao diuretik trihlormetiazid stimuliše gubitak vode iz tela. Trihlormetiazid funkcioniše kao inhibitor Na+/Cl- ion re apsorpcije iz distalnih tubula bubrega. Dodatno, trihlormetiazid povećava izlučivanje kalijuma.

## Mehanizam
Misli se da trihlormetiazid blokira aktivnu reapsorpciju hlorida i možda natriju u uzlaznoj Henleovoj petlji. To rezultuje u izlučivanju natrijuma, hlorida i vode, i na tako funkcioniše kao diuretik. Mada se trihlormetiazid koristi u tretmanu hipertenzije, njegovi hipotenziski efekti možda nisu neizostavno prouzrokovani njegovom diuretičkom ulogom. Tiazidi generalno uzrokuju vasodilaciju putem aktiviranja kalcijum-aktiviranog kalijum kanala u vaskularnim glatkim mišićima i inhibiranja različitih karbonatnih dehidrataza u vaskularnom tkivu.

## Spoljašnje veze
- Drugs.com
- DrugBank

|  | Molimo Vas, obratite pažnju na važno upozorenje u vezi sa temama iz oblasti medicine (zdravlja). |